# Mimopolyocha obscurella
Mimopolyocha obscurella är en fjärilsart som beskrevs av Matsumura 1911. Mimopolyocha obscurella ingår i släktet Mimopolyocha och familjen mott. Inga underarter finns listade i Catalogue of Life.